# 市城駅
市城駅（いちしろえき）は、群馬県吾妻郡中之条町大字市城にある、東日本旅客鉄道（JR東日本）吾妻線の駅である。

## 歴史
- 1945年（昭和20年）11月20日：運輸省の駅として開設[1][2]。
- 1946年（昭和21年）4月20日：小口扱い貨物及び車扱貨物取扱開始（一般駅化）[2]。
- 1960年（昭和35年）1月1日：貨物取扱廃止[2]。
- 1962年（昭和37年）2月1日：業務委託駅化（吾妻運輸受託）[3]。
- 1971年（昭和46年）2月1日：荷物扱い廃止[4]、無人駅化[5]。
- 1985年（昭和60年）2月：当時の高崎鉄道管理局の余剰人員対策で行われていた貨車解体の一環として、余剰貨車を改装した待合室を設置[6][7]。
- 1987年（昭和62年）4月1日：国鉄分割民営化に伴い、JR東日本の駅となる[2]。
- 2014年（平成26年）10月1日：東京近郊区間に編入される[8]。

## 駅構造
単式ホーム1面1線を有する地上駅。1985年（昭和60年）に開設時からの駅舎に代わり、廃車となった貨車（有蓋車）の車体を改造した待合室が設置された。
中之条駅管理の無人駅。

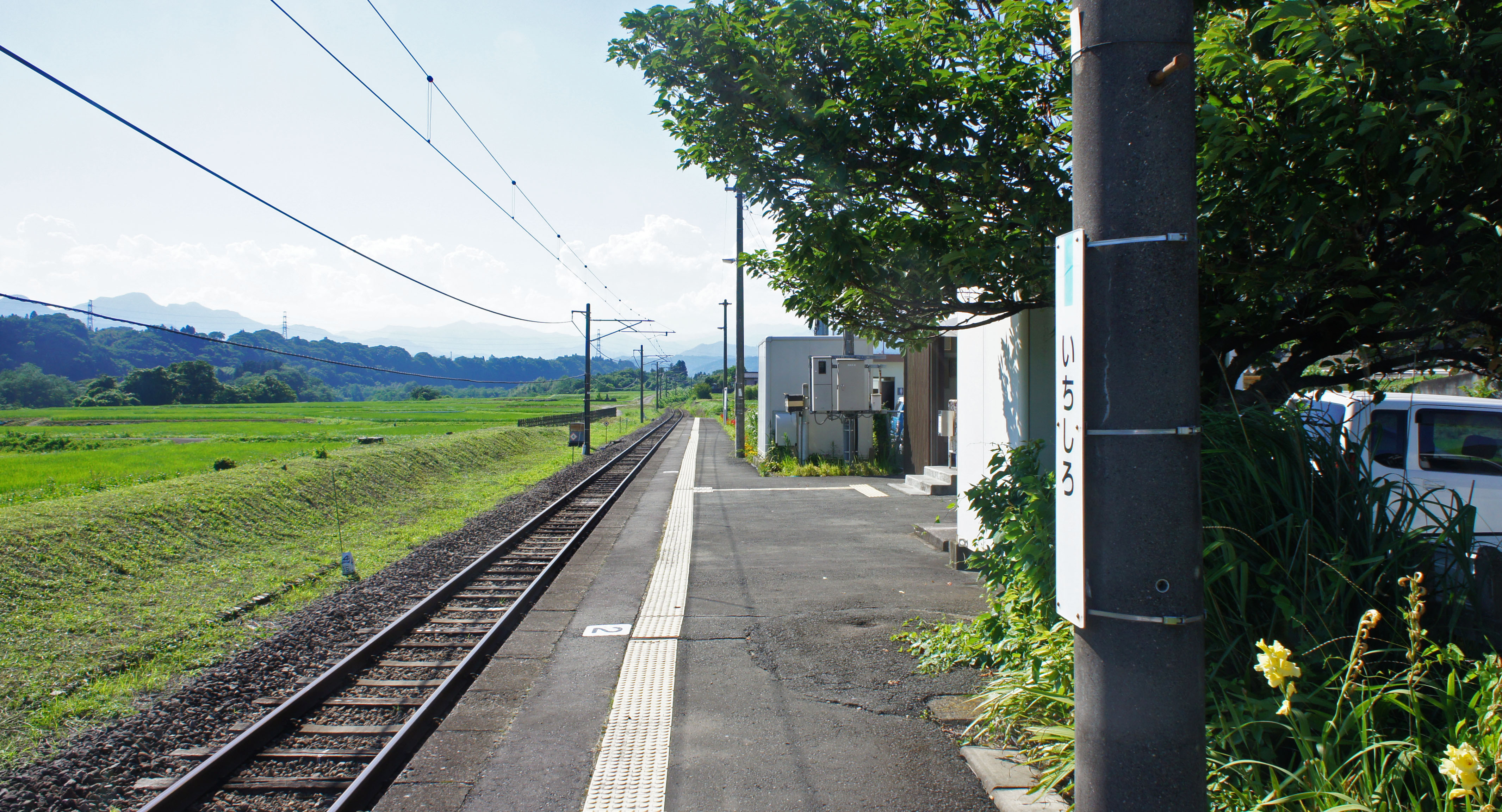
ホーム（2021年7月）

## 利用状況
群馬県統計年鑑によると、1日平均乗車人員は以下の通り。
| 年度   | 1日平均 乗車人員 |
| ------ | ---------------- |
| 2002年 | 55               |
| 2003年 | 55               |
| 2004年 | 63               |
| 2005年 | 53               |
| 2006年 | 51               |
| 2007年 | 52               |
| 2008年 | 57               |
| 2009年 | 52               |
| 2010年 | 48               |
| 2011年 | 60               |

## 駅周辺
- あづま温泉 桔梗館（東吾妻町営の日帰り温泉施設で当駅から徒歩でアクセス可能）。
- 岩井洞（奇岩あり）

## 隣の駅
東日本旅客鉄道（JR東日本）
■吾妻線
小野上温泉駅 - 市城駅 - 中之条駅